# Liukonsaari (ö i Södra Savolax)
Liukonsaari är en ö i Finland. Den ligger i sjön Vahvajärvi och i kommunen Hirvensalmi i den ekonomiska regionen  S:t Michel och landskapet Södra Savolax, i den södra delen av landet, 180 km nordost om huvudstaden Helsingfors. Öns area är 2,3 hektar och dess största längd är 230 meter i sydöst-nordvästlig riktning.